# Saison 9 de Secret Story
 (juin 2025).
Pour un article plus général, voir Secret Story.
La neuvième saison de Secret Story, est une émission française de téléréalité, diffusée sur TF1 et NT1 du 21 août 2015 au 13 novembre 2015.

## Principe
Le principe est similaire à celui de l'émission de téléréalité Loft Story,. Les candidats sont enfermés dans une maison appelée « la maison des secrets » pendant . Des caméras sont installées dans toutes les pièces de la maison hormis les toilettes. Ils possèdent tous une cagnotte personnelle et un secret qu'ils doivent garder à tout prix. Le but du jeu étant de trouver le secret des autres candidats. Une « Voix » accompagne les participants avec des missions en mettant de l'argent en jeu ou des sanctions. Chaque semaine, les téléspectateurs votent afin d'éliminer un candidat. Le gagnant remporte la somme de 100 000 euros.

## Candidats
| Candidats       | Secret                                                                                |
| --------------- | ------------------------------------------------------------------------------------- |
| Émilie          | Nous sommes jumeaux Secret partagé avec Loïc                                          |
| Jonathan        | Je suis le cousin germain d'une légende du football français                          |
| Rémi            | Je suis né en prison                                                                  |
| Loïc            | Nous sommes jumeaux Secret partagé avec Émilie                                        |
| Mélanie Da Cruz | Nous sommes les aventuriers de la Voix Secret partagé avec Kevin et Claudia           |
| Coralie         | Nous sommes les sujets d'une expérience amoureuse inédite Secret partagé avec Nicolas |
| Karisma         | Je n'ai jamais rencontré ma sœur jumelle                                              |
| Ali             | 105 247 personnes m'ont permis de rentrer dans la maison des secrets                  |
| Nicolas         | Nous sommes les sujets d'une expérience amoureuse inédite Secret partagé avec Coralie |
| Alia            | Je suis championne de France de boxe                                                  |
| Arthur          | Je ne connais pas ma date de naissance                                                |
| Claudia Romani  | Nous sommes les aventuriers de la Voix Secret partagé avec Kevin et Mélanie           |
| Kevin           | Nous sommes les aventuriers de la Voix Secret partagé avec Mélanie et Claudia         |
| Manon           | Je suis une chasseuse de fantômes                                                     |
| Tony            | Je suis un Yamakasi                                                                   |
| Lisa            | Je suis une ancienne candidate de Secret Story                                        |

## Audiences et rentabilité
Première saison à être diffusé sur TF1 et NT1, le budget de cette saison serait le même que la saison précédente d'après l'animateur Christophe Beaugrand. Le budget de cette saison serait estimé à 14 millions d'euros selon Télé 2 semaines ou 11 millions d'euros selon le journaliste Thierry Moreau,. Entre le 24 août et le 18 octobre, les écrans publicitaires diffusés autour de Secret Story ont rapporté 28,3 millions euros à NT1.